# Římskokatolická farnost Vranovice nad Svratkou
Římskokatolická farnost Vranovice nad Svratkou je územní společenství římských katolíků s farním kostelem Navštívení Panny Marie v obci Vranovice.

## Historie farnosti
První písemná zmínka o obci Vranovice se datuje k roku 1257, kdy bylo zmíněno přifaření do sousedních Přibic. Tato duchovní správa existovala až do roku 1870, kdy byl postaven vranovický kostel a zřízena farnost.

## Duchovní správci
Farářem byl od 15. srpna 2012 R. D. Mgr. Grzegorz Zych.Toho od 1. srpna 2016 ve funkci nahradil R. D. Mgr. Ing. Jaroslav Sojka, nejprve jako administrátor, od 1. srpna 2020 byl ustanoven farářem. Od 1. srpna 2023 je farářem R. D. Mgr. Jaroslav Jurka.

## Bohoslužby
| Kostel                        | Místo     | Bohoslužba (den)     | Hodina     | Poznámka     |
| ----------------------------- | --------- | -------------------- | ---------- | ------------ |
| Kostel Navštívení Panny Marie | Vranovice | neděle pondělí pátek | 9.30 18.00 | farní kostel |

## Aktivity ve farnosti
Dnem vzájemných modliteb farností za bohoslovce a bohoslovců za farnosti brněnské diecéze je 1. říjen. Adorační den připadá na neděli po 3. říjnu.
Ve farnosti se pravidelně pořádá tříkrálová sbírka. V roce 2015 se při ní vybralo 55 079 korun. Při sbírce v roce 2016 činil výtěžek 52 566 korun.